# Bonn Rheinuferbahnhof

Bonn Rheinuferbahnhof, bis 1954 Bonn Endbahnhof, war ein Bahnhof der Köln-Bonner Eisenbahnen (KBE) in Bonn, der sich nördlich an den Bonner Hauptbahnhof anschloss.

## Geschichte

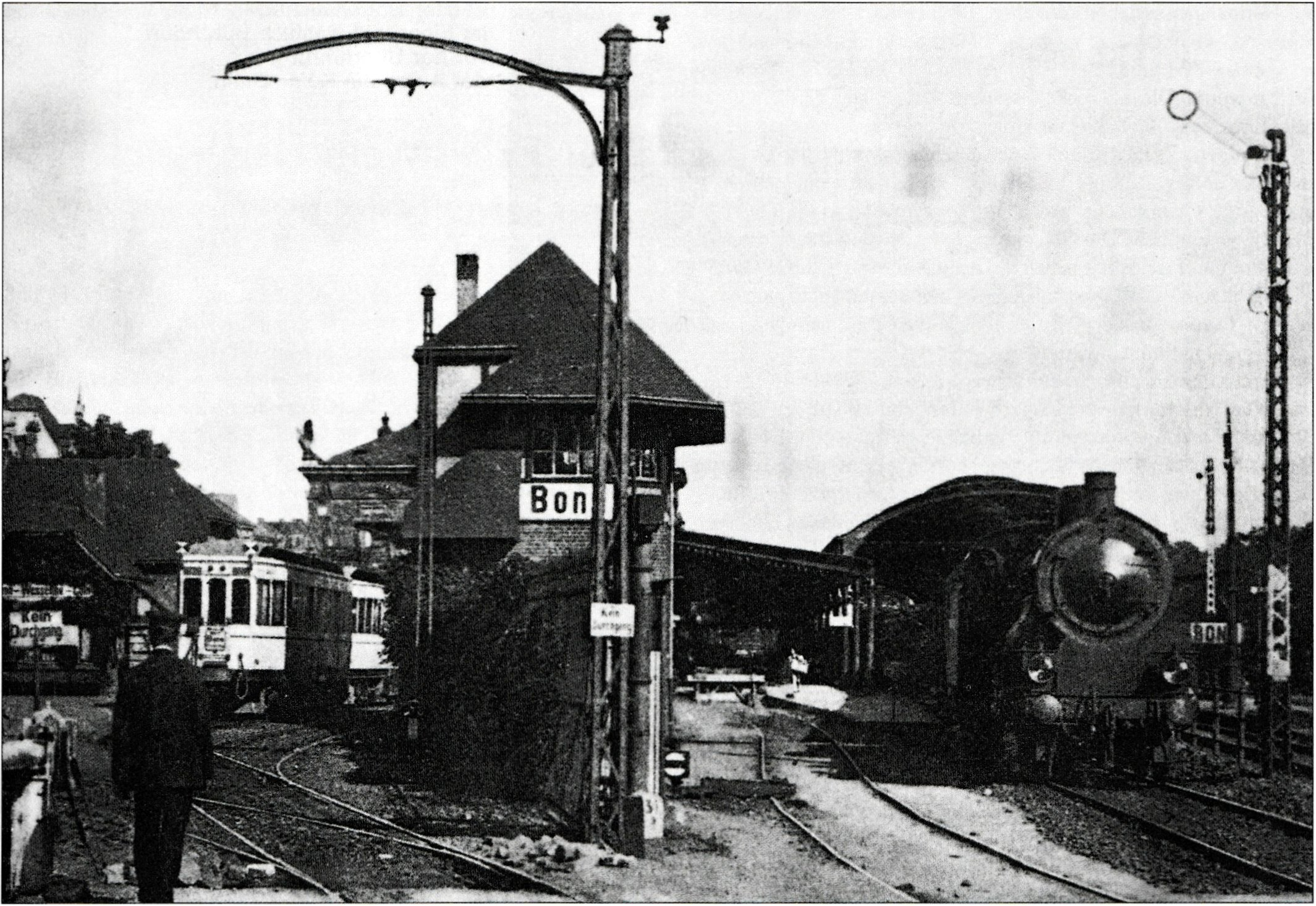
Ursprünglicher Bonner Endbahnhof der Rheinuferbahn (1909)

Der Bahnhof wies maximal fünf Stumpfgleise auf. Hier endete ab 1905 die Rheinuferbahn und ab 1929 in einem provisorischen Endbahnhof auch die Vorgebirgsbahn. Wegen des Baus der Nordunterführung für den Straßenverkehr wurde der bis dahin unmittelbar an den Hausbahnsteig des Reichsbahnhofs anschließende Bahnhof 1935 etwas versetzt neu gebaut. Zeitweise endete hier auch die Straßenbahn Bonn–Godesberg–Mehlem (BGM) und die Honnefer Bahn der SSB. Eine Gleisverbindung der KBE zu den anderen Bahnen bestand jedoch nicht. 1961 wurden die Gleisanlagen umgebaut und das Empfangsgebäude nach teilweisem Abbruch erweitert.
Mit dem Bau der Stadtbahn Bonn wurde der Rheinuferbahnhof überflüssig. Ab 1978 verkehrte die Rheinuferbahn als Stadtbahn über den U-Bahnhof „Hauptbahnhof“ ins Bonner Stadtbahnnetz, am 25. Oktober 1985 wurde auch die Vorgebirgsbahn auf Stadtbahnbetrieb umgestellt. Kurz darauf wurde der Rheinuferbahnhof im Dezember 1985 abgerissen, an seiner Stelle befand sich bis 2018 ein unbefestigter Parkplatz. Nach 2018 entstand hier das Nordfeld, ein Parkhaus und Geschäfte.